# Nuits magiques
Pour plus de détails, voir Fiche technique et Distribution.
Nuits magiques (titre original : Notti magiche) est une comédie dramatique italienne réalisée par Paolo Virzì, sortie en 2018.

## Synopsis
Rome. Au cours de l'été, précisément le 3 juillet au cours de la Coupe du monde de football de 1990, lors de la demi-finale entre l'Italie et l'Argentine, un producteur de films bien connu est retrouvé mort dans les eaux du Tibre. Les principaux suspects du meurtre sont trois jeunes scénaristes en herbe, finalistes du prix Solinas . Au cours de la nuit qu'ils passent ensuite chez les carabiniers, ils retracent leur itinéraire trépidant, sentimental mais aussi ironique dans la splendeur et la misère de la période glorieuse du cinéma italien désormais à son crépuscule.

## Fiche technique
- Titre : Nuits magiques
- Titre original : Notti magiche
- Réalisation : Paolo Virzì
- Assistantes réalisatrices : 1) Elisabetta Boni / 2) Elisa Becchere
- Scénario : Francesco Piccolo, Francesca Archibugi et Paolo Virzì
- Décors : Alessandro Vannucci
- Costumes : Katia Dottori
- Photographie : Vladan Radovic
- Montage : Jacopo Quadri
- Musique : Carlo Virzì
- Son : Alessandro Bianchi[Lequel ?]
- Casting : Elisabetta Boni
- Producteur : Marco Belardi
- Sociétés de production : Lotus Productions, Rai Cinema , Leone Film Group et 3 Marys Entertainment
- Sociétés de distribution :  Italie : 01 Distribution /  France : BAC Films
- Pays d'origine :  Italie
- Langue originale : italien
- Format : couleur
- Genre : Comédie
- Durée : 125 minutes
- Dates de sortie :
  - Espagne : 25 octobre 2018 (Valladolid)
  - Italie :
    - 27 octobre 2018 (Rome)
    - 8 novembre 2018 (en salles)

  - France : 14 août 2019 (en salles)

## Distribution
- Andrea Roncato : Fosco, le réalisateur
- Giancarlo Giannini : Leandro Saponardo
- Ornella Muti : la diva Federica
- Giulio Berruti : Max Andrei
- Paolo Bonacelli : le grand Ennio
- Mauro Lamantia  : Antonino Scordia
- Giovanni Toscano : Luciano Ambrogi
- Irene Vetere : Eugenia Malaspina
- Jalil Lespert : Jean-Claude Bernard
- Paolo Sassanelli : le capitaine
- Regina Orioli : Emma Marcellini
- Giulio Scarpati : Giulio Malspina, lepère d'Eugenia
- Roberto Herlitzka : Fulvio Zappellini
- Marina Rocco : Giusy Fusacchia
- Annalisa Arena : Katia
- Eugenio Marinelli : le pilote Gianfranco
- Emanuele Salce : Virgilio Barone
- Ferruccio Soleri : le maestro Franco Pontani

## Accueil

### Critiques
Le film reçoit des retours mitigés, avec une note moyenne de 2.7 sur AlloCiné. 
Pour le magazine Première, « Virzi dépeint avec superbe une industrie corrompue, machiste, sans verser dans le name dropping inutile : le seul personnage cité ici est Fellini, dont on entrevoit l’ombre dans une magnifique scène sur le tournage de La Voce della luna. ». Pour Les Inrockuptibles,« Virzi fait revivre les maîtres qu'il a dû fréquenter au début de sa carrière sans vraiment les chahuter ni leur adresser un hommage poignant. Il en germe une nuit au musée mélancolique et un brin désabusée, mais définitivement sans magie. ».